# Göran Lundin (författare)
Fritz Göran Birger Lundin, född 3 juni 1950 i Skellefteå landsförsamling, är svensk författare och bokförläggare från Skellefteå. 

## Biografi
Lundin studerade vid journalisthögskolan 1972–1973. De följande åren arbetade han som frilansjournalist och skrev bland annat om den kurdiska Peshmerga-gerillan i norra Irak. Han var under en tid även anställd som reporter på tidningen Folket i Bild/Kulturfront. Han debuterade skönlitterärt med den historiska romanen Den svarte generalen 1982 om den haitiske frihetshjälten François Toussaint Louverture. Han har därefter gett ut flera romaner, både för unga och vuxna, där några av dem fått stoff från hans parallella verksamhet som buss- och taxichaufför.
Lundin driver sedan 1992 förlaget Ord&visor förlag. Tillsammans med fotografen Erland Segerstedt har han författat flera foto-reportageböcker om bland annat om Haiti och S:t Petersburg.
Han var med och startade Olof Palmes skola i Haiti 1997 och var sedan under många år ordförande för stödföreningen i Sverige.
Lundin fanns med på den lista som SVT:s Rapport presenterade 2008, där FRA misstänks ha avlyssnat 103 svenskar.

### Familj
Göran Lundin har fyra adopterade barn, varav tre kommer från Haiti.

### Redaktör
- Min stad : skelleftebor berättar  [redaktör: Göran Lundin]. Skellefteå: Ord & visor. 1994. Libris 7773823. ISBN 9188674053
- Störstorden : berättelser från Västerbotten / [redaktör: Göran Lundin] ; [illustrationer: Peter Öhrnell]. Umeå: Västerbottens läns landsting. 1996. Libris 7773830. ISBN 9188674142

## Priser och utmärkelser
- Rörlingstipendiet 1983
- Trampcykelpriset 2007 Föreningen Liv i Sverige